# Dead Again (album Mercyful Fate)
Dead Again to szósty album studyjny duńskiej grupy heavymetalowej Mercyful Fate. Wydany nakładem wytwórni Metal Blade 9 czerwca 1998 roku.

## Lista utworów
1. Torture (1629) - 5:03
2. The Night - 5:51
3. Since Forever - 4:40
4. The Lady Who Cries - 4:18
5. Banshee - 4:47
6. Mandrake - 6:06
7. Sucking Your Blood - 4:22
8. Dead Again - 13:40
9. Fear - 4:17
10. Crossroads - 5:40

## Twórcy
- King Diamond - śpiew
- Hank Shermann - gitara
- Mike Wead - gitara
- Sharlee D’Angelo - gitara basowa
- Bjarne Thomas „Bob Lance” Holm - perkusja

## Pozycje na listach
| Lista                     | Kraj              | Pozycja |
| ------------------------- | ----------------- | ------- |
| Billboard Top Heatseekers | Stany Zjednoczone | 28      |